# Bút đàm
Bút đàm là hình thức đối thoại sử dụng chữ viết để truyền đạt suy nghĩ của người tham gia đối thoại. Bút đàm tương đối chậm nhưng độ chính xác cao. Bút đàm được sử dụng khi không sử dụng ngôn ngữ ký hiệu, khi khả năng nghe kém, hoặc trong cuộc đối thoại giữa những người không có cùng ngôn ngữ nói nhưng có cùng chữ viết. Tại Trung Quốc, văn ngôn (tiếng Hán cổ điển, Hán văn) đóng vai trò một ngôn ngữ viết phổ biến được nhiều nhóm người nói các phương ngữ khác nhau dùng chung do đó họ có thể sử dụng chữ viết để đối thoại với nhau. 